# Jenny Klabin Segall

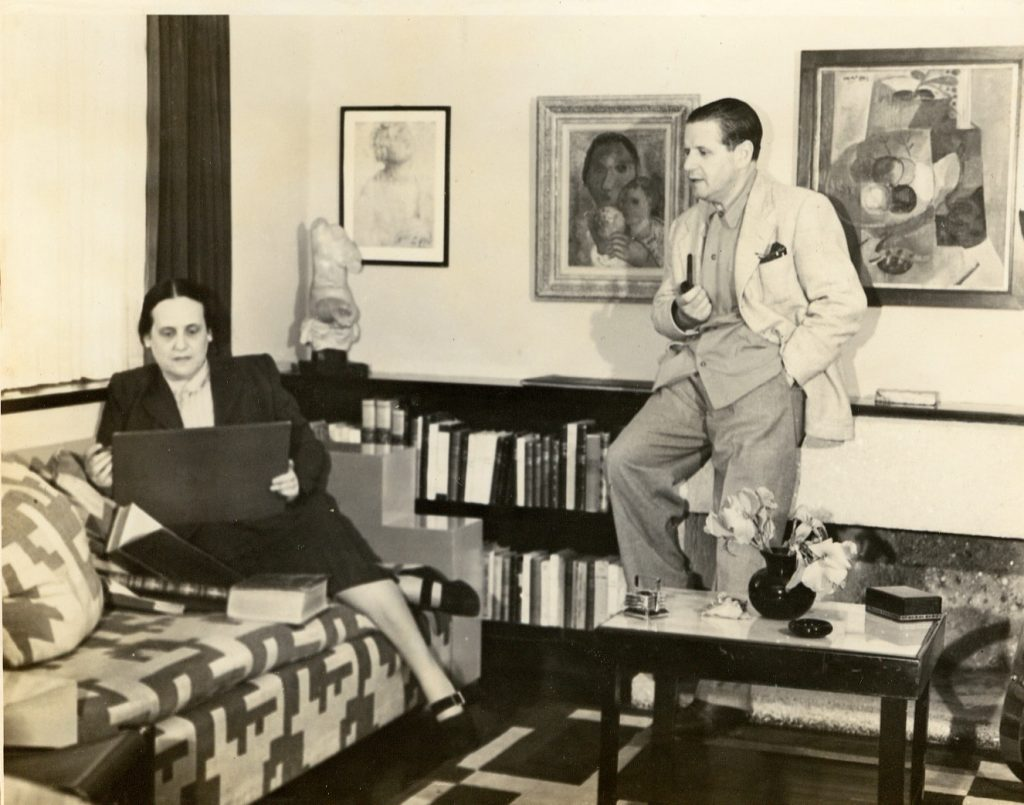
Lasar und Jenny Segall

Eugênia Klabin Segall, bekannt als Jenny Klabin Segall (geboren 15. Februar 1899 in São Paulo; gestorben am 2. August 1967 ebenda) war eine brasilianische, jüdische Schriftstellerin, Übersetzerin und Pianistin. Verheiratet mit dem litauischen expressionistischen Maler Lasar Segall, übernahm sie nach dessen Tod 1957 die Kuration seines künstlerischen Vermächtnisses, um es im von ihr gegründeten und kurz nach ihrem Tod 1967 eröffneten Museu Lasar Segall der Öffentlichkeit zugänglich zu machen.

## Leben
Jenny Klabin Segall war Tochter des Geschäftsmanns Maurício Freeman Klabin und Bertha Obstand, beide litauische Einwanderer. Im Juni 1925 heiratete sie den Künstler Lasar Segall, mit dem sie zwei Söhne bekam, Oscar Klabin Segall und Maurício Klabin Segall.
Jenny Segall arbeitete unter anderem als Übersetzerin. Sie übersetzte bekannte internationale Werke ins Portugiesische, darunter Goethes Faust I und II, sowie Werke von Racine, Corneille und Molière (Die Schule der Männer, Die Schule der Frauen).
Im August 1957, nach dem Tod ihres Mannes, sammelte und katalogisierte sie seine Werke und übernahm die Kuration seiner Werksammlung. 1966 organisierte Jenny Segall Ausstellungen mit Werken ihres verstorbenen Ehemannes in zwölf Städten in Europa und dreien in Israel. Anschließend ließ sie ihr Wohnhaus im São Pauloer Stadtteil Vila Mariana umbauen, um dort ein ihrem Ehemann Lasar Segall gewidmetes Museum zu eröffnen. Jenny Segall verstarb im August 1967, ihre Söhne eröffneten das von ihr vorangetriebene Museu Lasar Segall einen Monat nach ihrem Tod. Ihr Sohn Maurício Klabin Segall leitete das Museum für mehr als 30 Jahre.